# Nikita Mouraviov
Pour les articles homonymes, voir Mouraviov.
Nikita Mikhaïlovitch Mouraviov (en russe : Ники́та Миха́йлович Муравьёв), né le 20 septembre 1795 à Saint-Pétersbourg et mort le 10 mai 1843 à Ourik dans le gouvernement d'Irkoutsk, est un officier de l'armée impériale russe, un des décembristes. Avec Ryleïev, il fut à la tête d'une des premières sociétés secrètes russes, la Société du Nord qui, avec la Société du Sud de Pavel Pestel, agite des projets de révolution, de république, d'émancipation paysanne,.

## Biographie
Fils de l'écrivain et publiciste Mikhaïl Mouraviov et d'Ekaterina Kolokoltsova, il reçut une excellente éducation à domicile. Plus tard, il entra au département de physique et de mathématiques de l'Université de Moscou.
Avec le déclenchement de la campagne de Russie de 1812, pour cause de maladie, sa mère l'empêcha d'entrer dans le service militaire.
À l'automne 1812, il fut évacué vers Nijni Novgorod, où il reçut du recteur de l'Université de Moscou le diplôme de candidat en sciences physiques et mathématiques.
Enrôlé dans l'armée en juillet 1813, il fait toute la guerre de la Sixième Coalition de 1813-1814, participant à la bataille de Dresde, de Leipzig et au siège de Hambourg. Récompensé de l'ordre de Sainte-Anne de 3e classe et de l'ordre de Saint-Vladimir de 4e classe. En août 1814, il fut transféré à l'état-major. En juin 1815, avec une suite d'officiers d'état-major, Mouraviov arrive à Paris où il rencontre Benjamin Constant et Abbé Grégoire. Il retourne à la vie civile au début de 1820.
Il prit une part active dans la fondation de l’Union du Salut en 1816, fut l’un des cofondateurs de l’Union du Bien-Être en 1818. Membre de l’Union de prospérité. En 1821, Mouraviov lance la création d'une nouvelle organisation : la Société du Nord. Dans le même temps, Muraviov maintient le contact avec Pavel Pestel, le chef de la Société du Sud, qui a présenté Muravyov au conseil d'administration de la Société secrète du Sud - le Directoire.
En décembre 1821, Mouraviov reprend son service à l'état-major. Au cours de l'hiver de la même année, il élabora la première version de la constitution. Dans ce document, parallèlement à la destruction du servage, du système féodal, de la conscription et des colonies militaires, sont apparues des idées pour la préservation de la monarchie, limitée dans son action par la constitution. Cette version de la Constitution a été critiquée par Pestel. 
En décembre 1825, lors de l'insurrection, Mouraviov n'était pas à Saint-Pétersbourg après avoir pris un congé pour raisons familiales. Son nom, en tant que l'un des dirigeants de la société secrète, a été cité dans la dénonciation d'Arkadi Maïboroda, l'un des membres de la Société du Sud.
Mouraviov est arrêté le 20 décembre 1825. Le 10 juillet 1826, il fut condamné aux travaux forcés pour une durée de 20 ans. Le 22 août 1826, la peine des travaux forcés fut réduite à 15 ans. Purgeant sa peine à partir du 28 janvier 1827, il est envoyé à l'ostrog de Tchita. À partir de septembre 1830, il est exilé à Petrovsk-Zabaïkalski. En novembre 1832, la peine de travaux forcés fut réduite à 10 ans. De Petrovsk-Zabaïkalski, il va s'installer dans le village d'Ourik dans le Gouvernement d'Irkoutsk, où lui et son frère construisent un moulin.
Sa femme Aleksandra le suivit en Sibérie. Elle mourut le 22 novembre 1832 à Petrovsk-Zabaïkalski. C'était le premier décès parmi les décembristes exilés,.  
Nikita Mouraviov mourut dans le village d'Ourik le 10 mai 1843 et fut enterré sur le territoire de l'église Spasskaïa de ce village.